# Anolis deltae
Espèce
Synonymes
- Dactyloa deltae (Williams, 1974)

Anolis deltae est une espèce de sauriens de la famille des Dactyloidae. 

## Répartition
Cette espèce est endémique de l'État de Delta Amacuro au Venezuela.

## Étymologie
Son nom d'espèce lui a été donné en référence au lieu de sa découverte, l'État de Delta Amacuro.

## Publication originale
- Williams, 1974 : South American Anolis: Three new species related to Anolis nigrolineatus and A. dissimilis. Breviora, no 422, p. 1-15 (texte intégral).